# Encarnación Pastor Sánchez
Encarnación Pastor Sánchez (Orellana la Vieja, Badajoz, 23 de juny de 1946) és una política establerta a Mallorca del Partit Popular de Balears, diputada al Parlament de les Illes Balears en la VII legislatura i consellera del Govern de les Illes Balears.
Després de viure un temps a Madrid el 1979 es va establir a Felanitx, on ha treballat al sector de l'hoteleria. De 1996 a 2003 fou presidenta de la Casa d'Extremadura a Mallorca i des del 2001 és presidenta de la Federació de Cases i Centres Regionals de les Illes Balears. Des de 1989 regenta un restaurant a Portocolom.
Des de 2005 fins al 2007 fou consellera d'Immigració i Cooperació del Govern de les Illes Balears. Fou escollida diputada a les eleccions al Parlament de les Illes Balears de 2007.